# 穆什省

穆什省

穆什省（土耳其语：Muş il）是位于土耳其东部的一个省，面積8,023km2，首府穆什。